# Gölyaka
Gölyaka là một huyện thuộc tỉnh Düzce, Thổ Nhĩ Kỳ. Huyện có diện tích 227 km² và dân số thời điểm năm 2007 là 19637 người, mật độ 87 người/km².